# Houmed Mohamed Dini
Houmed Mohamed Dini (* 1953 in Obock) ist ein Politiker der Rassemblement populaire pour le progrès (RPP) aus Dschibuti.

## Leben
Dini absolvierte nach dem Schulbesuch ein Studium an der Université Paris 1 Panthéon-Sorbonne und trat nach Abschluss des Studiums in die Finanzverwaltung ein, in der er 1985 zunächst Direktor des Büros für Verbrauchssteuern sowie 1987 Inspektor der Steuerfahndung und 1995 Inspektor der Finanzverwaltung wurde.
Am 22. Mai 2005 berief ihn Premierminister Dileita Mohamed Dileita zum Minister für Beschäftigung und nationale Solidarität (Ministre de l’Emploi et de la Solidarité nationale) in sein Kabinett, dem er in diesem Amt bis zum 27. März 2008 angehörte. Am 10. Februar 2008 wurde er als Kandidat der Rassemblement populaire pour le progrès (RPR) erstmals zum Mitglied der Nationalversammlung gewählt. Bei den Wahlen vom 20. Februar 2013 wurde er wiedergewählt.
Zwei Tage später wurde Dini, der verheiratet und Vater von 13 Kindern ist, am 22. Februar 2013 zum Sekretär des Büros der Nationalversammlung gewählt. Seit 2008 war er Mitglied des Parlamentsausschusses für Finanzen, Wirtschaft und Planung.